# JCI Hrvatska
Međunarodna komora mladih Hrvatske (engleski: Junior Chamber International Croatia), skraćeno i najlešće u uporabi JCI Croatia, neprofitna je nevladina organizacija mladih aktivnih građana i profesionalaca na području Hrvatske koji su ujedno članovi međunarodne organizacije Junior Chamber International. Članovi organizacije imaju između 18 i 40 godina i organizirani su kroz lokalne organizacije po gradovima.
JCI u Hrvatskoj je aktivan od 1995. do 2003. godine, te nakon obnavljanja 2013. godine.

## Povijest

### 1995. – 2003.
JCI pokret se u Hrvatskoj prvi put pokreće 1995. godine. Hrvatska organizacije je postala dijelom međunarodne organizacije JCI-a u studenom 1995. na svjetskom kongresu u škotskom gradu Glasgow. U to vrijeme organizacija je imala komore u Zagrebu, Splitu, Osijeku, Dubrovniku, Samoboru i Sisku. Na svjetskom kongresu 2003. godine u danskom glavnom gradu Kopenhagenu hrvatska organizacija je isključena iz članstva JCI-a.

### Nakon 2013.
Prva JCI organizacija formira se u Zagrebu u svibnju 2013. godine. JCI Zagreb i u međuvremenu osnovana JCI Rijeka 4. rujna 2013. godine u Zagrebu pokreću nacionalnu organizaciju JCI Hrvatska. Pokretanju organizacije nazočila je i svjetska predsjednica JCI-a Chiara Milani. Na Svjetskom kongresu u brazilskom gradu Rio de Janeiru u studenom 2013. godine, JCI Hrvatske je primljena u potencijalno članstvo, dok je u punopravno članstvo primljena 2015. godine na Svjetskom kongresu u japanskom gradu Kanazawi. U prosincu 2015. godine, ubrzo nakon primanja u punopravno članstvo Hrvatsku je posjetio i svjetski predsjednik JCI-a Ismail Haznedar. U to vrijeme hrvatska JCI organizacija je ima lokalne komore u gradovima: Osijeku, Splitu, Rijeci i Zagrebu. Povodom obilježavanja 100 godina međunarodne organizacije JCI članovi su zasadili 100 stabala na odabranim lokacijama u zagrebačkom parku Maksimiru, u Brloškoj šumi pokraj Fužina, u blizini čepinske obilaznice nedaleko od Osijeka, kao i na padinama brda Kozjaka kod Solina. U listopadu 2015. godine organiziran je forum Hrvatski lideri.
Svjetska predsjednica JCI-a Dawn Hetzel posjetila je Split i Zagreb u srpnju 2017. godine. U veljači 2018. godine u Zagrebu je organiziran jedan službeni međunarodni skup europskog dijela JCI organizacije JCI European Presidents Meeting pod pokroviteljstvom predsjednice Republike Hrvatske Kolinde Grabar-Kitarović.

## Poznati bivši članovi
- Mislav Grgić
- Siniša Grgić

## Vanjske poveznice
- Službena stranica  Arhivirana inačica izvorne stranice od 22. kolovoza 2019. (Wayback Machine)
- Stranica na Facebooku
- Stranica na Twitteru